# Arrondissement Saint-Dizier
Arrondissement Saint-Dizier (fr. Arrondissement de Saint-Dizier) je správní územní jednotka ležící v departementu Haute-Marne a regionu Grand Est ve Francii. Člení se dále na 8 kantonů a 115 obcí.

## Kantony
od roku 2015:
- Bologne (část)
- Eurville-Bienville
- Joinville
- Poissons (část)
- Saint-Dizier-1
- Saint-Dizier-2
- Saint-Dizier-3
- Wassy

před rokem 2015:
- Chevillon
- Doulaincourt-Saucourt
- Doulevant-le-Château
- Joinville
- Montier-en-Der
- Poissons
- Saint-Dizier-Centre
- Saint-Dizier-Nord-Est
- Saint-Dizier-Ouest
- Saint-Dizier-Sud-Est
- Wassy